# Tobias Schäfer
Tobias Schäfer (* 1997 in Bonn) ist ein deutscher Filmschauspieler.

## Leben
Tobias Schäfer machte seine ersten Schauspielerfahrungen in der Theater-AG des Kardinal-Frings-Gymnasiums in Bonn, mit der er 2015 in der in den Kammerspielen Bad Godesberg aufgeführten und mit dem „Goldenen Kobold“, dem Jury-Preis des 13. Schultheaterfestivals Bonn/Rhein-Sieg, ausgezeichneten Produktion Die letzten Tage der Menschheit eine Hauptrolle übernahm. Seine Schauspielausbildung absolvierte er von 2016 bis 2019 an der Internationalen Akademie für Filmschauspiel (IAF) in Köln.
Seit 2016 steht Schäfer regelmäßig vor der Kamera und wirkte in diversen Kurzfilmen, in Film- und Fernsehproduktionen sowie in Werbespots mit. Er arbeitete bisher u. a. unter der Regie von Tom Tykwer, Klaus Witting, Stanislaw Mucha, Christoph Schnee, Granz Henman und Karola Meeder.   
In der 3. Staffel der für den 57. Grimme-Preis nominierten Webserie Kuntergrau (2020) spielte Schäfer eine der Hauptrollen, den 18-jährigen Felix, der befürchtet, sich beim ungeschützten Geschlechtsverkehr eine HIV-Infektion zugezogen zu haben.
In der 7. Staffel der ZDF-Serie Bettys Diagnose (2021) übernahm er eine komödiantische Episodenrolle als neuer Mitarbeiter eines Aachener Content-Startup-Unternehmens, der ständig neue Ausreden erfindet, weil er nicht schwimmen kann. In der im Rahmen des ZDF-„Herzkino“-Reihe ausgestrahlten Rosamunde-Pilcher-Verfilmung Liebe ist unberechenbar (2022) spielte er eine der Hauptrollen, den Computer-Techniker Zachary „Zac“ Lockwood und männlichen Teil eines „Best Match“ einer Dating-App.
Schäfer lebt in Köln.

## Filmografie
- 2017: Babylon Berlin (Fernsehserie)
- 2019: Zu weit weg (Kinofilm)
- 2019: Herz über Kopf: Die Pokerrunde (Fernsehserie, eine Folge)
- 2020: Tatort: Funkstille (Fernsehreihe)
- 2020: Kuntergrau (Webserie, Serienrolle)
- 2021: Bettys Diagnose: Angst im Kopf (Fernsehserie, eine Folge)
- 2021: Goldjungs (Kinofilm)
- 2021: Hilfe, ich hab meine Freunde geschrumpft (Kinofilm)
- 2022: Rosamunde Pilcher: Liebe ist unberechenbar (Fernsehreihe)
- 2022: In aller Freundschaft – Die jungen Ärzte: Ohne Garantie (Fernsehserie, eine Folge)
- 2023: SOKO Köln: Metaller (Fernsehserie, eine Folge)
- 2023: Hammerharte Jungs